# Darya Saltykova
Darya Nikolayevna Saltykova (comúnmente conocida como Saltychija en ruso Дарья Николаевна Салтыкова) (1730 - 1801) fue una aristócrata y asesina rusa. 
Siendo joven, en Moscú, se hizo famosa por torturar y matar a aproximadamente 138 de sus siervos, sobre todo mujeres jóvenes. Fue una sádica que se divertía abusando de sus criados. Un caso muy similar lo encontramos en el siglo XVII con la noble chilena Catalina de los Ríos y Lisperguer conocida como "la Quintrala".

## Biografía
Saltykova se casó muy joven y enviudó a los 26 años. Con la muerte de su marido recibió una considerable fortuna y vivió junto con sus hijos y un número notable de siervos. Como señora del castillo pudo torturar y matar a muchos de sus criados sin ningún testigo. 
Saltykova tenía buenas vinculaciones en la corte del zar, y numerosas denuncias contra ella fueron desconocidas o acabaron en castigos a los denunciantes. Por último, los parientes de las víctimas lograron hacer llegar una petición a la zarina Catalina II de Rusia, que en 1762 decidió arrestar y juzgar públicamente a Saltykova como parte de su campaña contra los "actos ilícitos". 
Saltykova permaneció detenida durante seis años (hasta 1768), tras lo cual se desarrolló una ardua investigación. El Colegio de Justicia interrogó a numerosos testigos e inspeccionó la residencia de la acusada. Se llegó a contabilizar 138 muertes sospechosas, que en su mayoría se atribuyeron a Saltykova. Finalmente se la declaró culpable de la muerte de 38 siervas, a golpes y mediante torturas. Pero como la pena de muerte había sido abolida en 1754, Saltykova fue encadenada durante una hora sobre una plataforma, con un cartel colgado al cuello que decía: "Esta mujer ha torturado y matado." Después fue recluida de por vida en un convento.